# Нурумов, Галимжан Нурумович
Галимжан Нурумович Нурумов (6 июня 1913 года, село Хмелёвка, Оренбургская губерния — 31 января 2006 года, село Ольховка, Кувандыкский район, Оренбургская область) — старший чабан совхоза «Губерлинский» Гайского района Оренбургской области. Герой Социалистического Труда (1966).

## Биография
Родился в 1913 году в крестьянской семье в селе Хмелёвка Оренбургской губернии.
Получил начальное образование. Трудовую деятельность начала 14-летним подростком. Трудился разнорабочим в совхозе «Губерлинский» Гайского района. Участвовал в Великой Отечественной войне. В 1941 году получил серьёзное ранение и после излечения в госпитале демобилизовался. Возвратился в родной совхоз, где продолжил трудиться чабаном. Позднее был назначен старшим чабаном.
Ежегодно бригада Гадимжана Нурумова выращивала в среднем от 120—145 козлят от каждой сотни коз вместо запланированных 80 — 90 козлят от каждой сотни коз. Начёсывал до 420 грамм пуха с каждой козы. По итогам Семилетки (1959—1965) бригада вырастила в среднем по 117 козлят от каждой сотни коз. Указом Президиума Верховного Совета СССР от 22 марта 1966 года «за достигнутые успехи в развитии животноводства, увеличении производства и заготовок мяса, молока, яиц, шерсти и другой продукции» удостоен звания Героя Социалистического Труда с вручением Ордена Ленина и золотой медали Серп и Молот.
Участвовал во Всесоюзной выставке ВДНХ.
Проработал чабаном в совхозе до выхода на пенсию в 1970-е годы. Проживал в селе Ольховка Кувандыкского района.
Скончался в январе 2006 года.
Награды
- Герой Социалистического Труда
- Орден Ленина
- Орден Отечественной войны 2 степени (11.03.1985)
- Медали ВДНХ